# Uma Uain Leten
Uma Uain Leten (Uma Wai'n Leten) ist ein osttimoresischer Suco im Verwaltungsamt Viqueque (Gemeinde Viqueque).

## Geographie

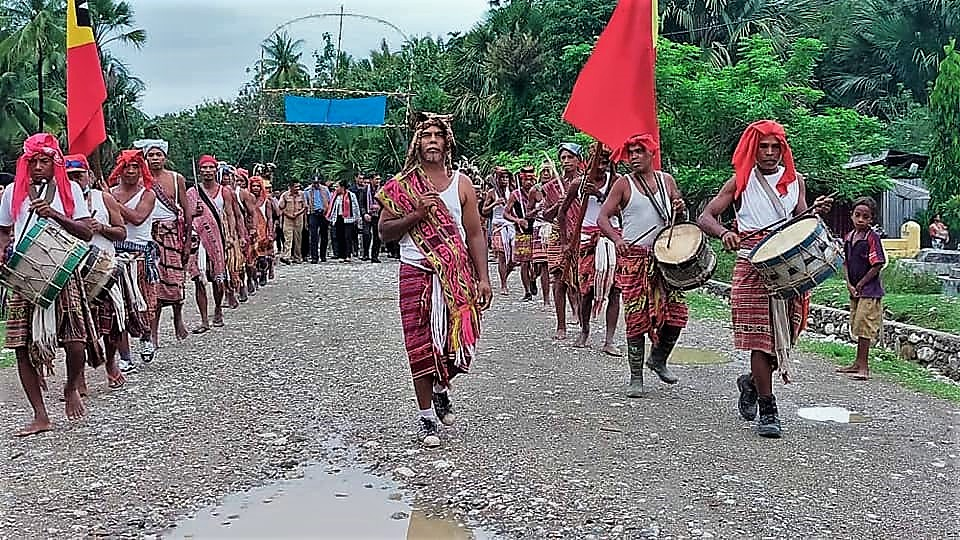
Feierlichkeiten in Bahauai

Vor der Gebietsreform 2015 hatte Uma Uain Leten eine Fläche von 47,52 km². Nun sind es 28,34 km². Der Suco liegt im Osten des Verwaltungsamts Viqueque an der Timorsee. Nordwestlich befindet sich der Suco Caraubalo und südwestlich der Suco Fatudere. Im Nordosten grenzt Uma Uain Leten an das Verwaltungsamt Uato-Lari mit seinemn Sucon Macadique de Cima und Macadique de Baixo. Die Grenze zu Macadique bildet der Fluss Lugassa. Westlich davon fließt der Fluss Bul durch Uma Uain Leten, der kurz vor erreichen der Timorsee einen Bogen nach Norden schlägt und dann in den Lugassa mündet. Etwas weiter südlich fließt der Fluss und Weburak in die Timorsee.
Entlang der Küste führt die südliche Küstenstraße, eine der wichtigsten Verkehrswege des Landes. An ihr liegt nah der Mündung des Weburaks das Dorf Cou Lale und zwischen den Flüssen Bul und dem Lugassa die Orte Lugassa (Lugasa), Biadae und Baria. Im Landesinneren liegt im Norden das Dorf Fatoalas. Grundschulen gibt es in Cou Lale und in Lugassa (Escola Primaria Uma Uain Leten).
Im Suco befinden sich die acht Aldeias Bahauai, Baria, Cailoibere, Lialura, Macalico, Retica, Tutcui und Ucalale.

## Einwohner

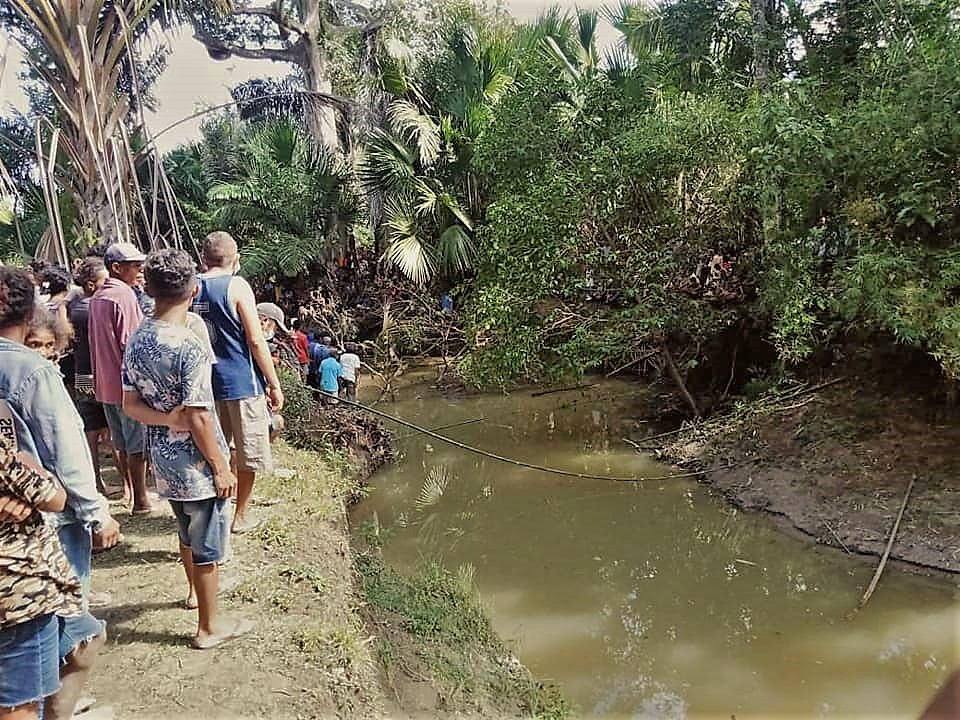
Einwohner von Uma Uain Leten (2021)

In Uma Uain Leten leben 1.741 Einwohner (2022), davon sind 860 Männer und 881 Frauen. Im Suco gibt es 356 Haushalte. Über 84 % der Einwohner geben Makasae als ihre Muttersprache an. Knapp 15 % sprechen Naueti und eine Minderheit Tetum Prasa.

## Politik
Bei den Wahlen von 2004/2005 wurde Paulo Pinto zum Chefe de Suco gewählt und 2009 in seinem Amt bestätigt. Bei den Wahlen 2016 gewann Martinho Soares Gusmão.